# Лукас Ведль
Лукас Ведль (нім. Lukas Wedl, нар. 19 жовтня 1995, Амштеттен, Австрія) — австрійський футболіст, воротар віденської «Аустрії».

## Ігрова кар'єра
Займатися футболом Лукас Ведль почав у молодіжній команді клубу Регіональної ліги «Вальдгофф». З 2013 року воротар приєднався до клубу Другого дивізіону «Ваккер». А за рік став гравцем основного складу, провівши в клубі дев'ять сезонів.
У серпні 2021 року Ведль перейшов до складу столичної «Аустрії». Але не зумів одразу пробитися до основи і продовжив виступати у Другому дивізіоні у складі дубля «Аустрії».